# Pol Abraham
Pour les articles homonymes, voir Abraham (homonymie). Pour les articles homophones, voir Paul Abraham (homonymie).
Hippolyte Pierre (dit Pol) Abraham Le Breton est un architecte français né à Nantes le 20 mars 1891, mort à Paris le 21 janvier 1966.

## Biographie

### Enfance et formation
Hippolyte Pierre Abraham naît à Nantes le 20 mars 1891 de l'union d'Hippolyte Pierre Abraham et de Marie-Léonie Gault. Son père, après avoir suivi une formation pour être charpentier de marine, finit par travailler en tant que chef machiniste pour le théâtre Graslin à Nantes, en face duquel vit la famille Abraham ; Pol y accompagne régulièrement son père qui conçoit les décors et produit de nombreux dessins empreints de références à l'antiquité, ce qui l'influence grandement.
Prenant goût pour ce savoir-faire particulier, il suit les traces de son père et s’inscrit à quatorze ans à l'école régionale des Beaux-Arts de Nantes afin de devenir lui aussi machiniste de théâtre. Après avoir passé son baccalauréat au lycée de Nantes en 1907, il passe le concours préparatoire d'admission à l'école nationale des Beaux-Arts et entre à l'école de Nantes pour y suivre les cours dispensés par Georges Lhermitte et Charles Pierron. C'est à ce moment qu'il rencontre Gabrielle Salière, celle qui deviendra son épouse, inscrite de son côté en peinture. Durant ses classes à Nantes, il travaille en parallèle pour l'architecte nantais Étienne Coutan.
En 1911, il est reçu troisième au concours d’admission de l'école nationale des Beaux-Arts de Paris et s'inscrit, comme de nombreux Bretons, à l'atelier extérieur dispensé par Jean-Louis Pascal, dont l'associé Alfred Recoura prendra la suite. Pol Abraham y rencontre de futurs architectes qui deviendront ses amis ou ses collègues comme Michel Roux-Spitz, Charles Siclis, Jean Trouvelot et surtout Henry Jacques Le Même qui sera un jour un de ses plus proches collaborateurs. Il y suit notamment l'enseignement de Léon Jaussely mais aussi celui de Lucien Magne qui lui fait découvrir les travaux d'Eugène Viollet-le-Duc et qui impacteront beaucoup la suite de sa carrière.
Pol Abraham est mobilisé lorsqu'éclate la Première Guerre mondiale. Il devient caporal de la 4e compagnie du 64e régiment d'infanterie mais perd la mobilité du bras gauche très tôt dans le conflit. Réformé à la fin de l'année 1915, il épouse l'année suivante Gabrielle Salière avec qui il aura deux enfants en 1918 et 1923. L'école nationale des Beaux-Arts étant fermée à cause du conflit, Pol Abraham s'initie à la construction en béton armé dans les entreprises de Paul Piketti et celle d'Yves Guillou à Caen.
Après la réouverture de l'école en octobre 1917, Pol reprend ses études et travaille en parallèle comme dessinateur pour Charles Lemaresquier, François Hennebique, Charles Plumet ou encore Raoul Brandon, chez qui il s'initie à la reconstruction dans les Ardennes. Pol Abraham soutient son diplôme portant sur une exploitation agricole de 170 hectares en Champagne au mois de juin 1920 et devient architecte à l'âge de 29 ans. Il s'inscrit la même année à l'école du Louvre et y suit les cours jusqu'en 1924, l'année où il dépose son sujet de thèse portant sur Eugène Viollet-le-Duc et le rationalisme médiéval. Il soutient son travail en 1933 et sera publié en 1934 chez Vincent, Fréal & Cie.

### Début de carrière
Une fois diplômé architecte en 1920, Pol Abraham devient membre de la société des architectes diplômés par le Gouvernement (SADG). Il participe à la création de l’agence d'architecture La Restauration régionale, qui s'attèle à la reconstruction des régions dévastées par la Première Guerre mondiale et qui rassemble, sous la direction de Victor Lesage, les anciens de l’atelier Pascal et Recoura et notamment Henry Jacques Le Même. S'il participe à de nombreuses réalisations d'équipements collectifs, c'est à cette période qu'il obtient des commandes en son nom propre, notamment des villas en Bretagne, à Val-André  et à Sables-d'Or-les-Pins, sur la côte d'Émeraude, où sa modernité se démarque à la fois du régionalisme, mais aussi des grands courants modernes d'Auguste Perret ou de Le Corbusier. 
En 1923, il s'associe avec Paul Sinoir et ouvre son agence à Paris, ce qui l'amène à conduire de nombreux projets en région parisienne pour lesquels il sollicitera régulièrement la collaboration de son ami Henri Jacques Le Même. Il réalise des hôtels particuliers rue Jasmin (1923 et 1924), rue Leconte-de-Lisle (1924) ou à Neuilly-sur-Seine (1942), mais également de nombreuses villas à Louveciennes (1926), Paris (1928 et 1931), Vaucresson (1929-1930), Saint-Nom-la-Bretèche (1930), Malakoff (1930), Saint-Cloud (1931-1935, 1933), Sceaux (1935) et Brévannes (1940). D'une échelle différente, il réalise plusieurs immeubles, notamment celui square de l’Alboni, en 1923 et qu’Henri Van de Velde publiera dans Le Style Moderne en 1925 ; mais également ceux rue Agar (1925), square Montholon (1929), rue des Pyrénées (1930), boulevard Raspail (1930-31), la modernisation de l’immeuble de la princesse de Bourbon, rue Murillo en 1933 ou encore à Neuilly-sur-Seine (1935).
En complément de cette commande prestigieuse, son goût pour les machineries qu’il a acquis dans son enfance se retrouve dans des programmes industriels comme les garages Passy rue Eugène Delacroix et Citroën, rue de la Source, réalisés respectivement en 1925 et 1930. Il aménage également des usines pour le compte de l'entreprise Laffly entre 1939 et 1953.
À côté de son activité d'architecte et de ses études à l'École du Louvre, Pol Abraham est rédacteur en chef de la revue L'Architecte de 1923 à 1924, et anime le comité de patronage de la revue L'Architecture d'aujourd'hui dans les années 1930.

### Les sanatoriums du plateau d'Assy
Dès son entrée à l'école nationale des Beaux-Arts de Paris en 1912, Pol Abraham se noue d'amitié avec Henry Jacques Le Même, ce qui va les amener à collaborer pendant près de dix années. Au-delà des quelques projets parisiens pour lesquels le Nantais fait appel au Savoyard, c'est en 1925 que commence leur projet le plus remarquable. Adolphe Beder, administrateur de la station thermale de Pougues-les-Eaux et de la société française des hôtels de montagne (SFHM), est un ami proche de la famille Le Même. Il fait se rencontrer Le Même et le Dr Alexandre Bruno, l'ancien directeur de la Mission Rockefeller contre la tuberculose en France et le secrétaire général de l'Association des villages sanatoriums de haute altitude (AVSHA). Le médecin leur fait alors part de sa volonté de réaliser à Plaine Joux, sur le plateau d'Assy, une station de cure et c'est à Henry Jacques Le Même qu'est confié le projet, pour lequel il s'assure immédiatement de la collaboration de son ami Pol Abraham.
Ils esquissent rapidement un projet de balcon-solarium qui sera fondamental dans la suite de leurs travaux. Après une visite en Suisse, les deux architectes proposent au Dr Alexandre Bruno de renoncer à sa volonté de réaliser une station de cure de style régional afin d'adopter une architecture moderne. D'une grande uniformité et exposé au soleil, le bâtiment qu'ils proposent est totalement novateur, les chambres sont toutes orientées plein sud et s'alignent le long d'une façade marquée de multiples balcons et terrasses. Ils présentent leur projet au salon des artistes décorateurs de 1928 et obtiennent un grand succès.
La crise de 1929 met un terme au projet et le sanatorium de Plaine-Joux ne sera jamais construit; néanmoins, cette expérimentation leur assurera plusieurs commandes du même type. Ainsi, ils collaboreront de nouveau avec le sanatorium du Roc-des-Fiz (1930-1932), qui sera détruit par une coulée de boue en 1970, mais également ceux de La Clairière (1930-33), de Praz-Coutant (1933-1936) et enfin de Martel de Janville (1933-1937) et son extension réalisée en 1950.

### Le chantier expérimental de la reconstruction du centre-ville d'Orléans
Après la Seconde Guerre mondiale, Pol Abraham enseigne à l'école spéciale d'architecture. Le Ministère de la Reconstruction et de l'Urbanisme (MRU) lui confie la reconstruction de quatre îlots dans le centre d'Orléans, ce qui correspond à 3 000 habitations détruites et près de 8 000 partiellement détruites. Un chantier d'une telle ampleur est l'un des tout premiers en France et sert d'expérimentation pour tous ceux qui suivront. 
Ainsi, entre 1940 et 1942 puis 1945 et 1947, Pol Abraham va enfin pouvoir mettre en œuvre l'expertise qu'il a pu acquérir autour des questions de la préfabrication lourde et du rationalisme et propose, en association avec l'entreprise Croizat et Angéli, un système de blocs croisés préfabriqués en usine et faciles à mettre en œuvre. L'architecture résultant de ces expérimentations va aboutir à la naissance du "style reconstruction" caractérisé par des baies à encadrement en pierre saillant ou encore des panneaux de façade de béton à parement de briques maçonnées.
La reconstruction du centre-ville d'Orléans a fait l'objet d'un reportage photographique de la part du MRU tandis que l'architecte publie en 1946 chez Dunod Architecture préfabriquée, une œuvre qui servira de référence dans un contexte d'industrialisation et de standardisation d'après-guerre.

### Les architectures de séries, commandes groupées de l'État
Le chantier expérimental de la reconstruction du centre-ville d'Orléans confirme le goût de Pol Abraham pour le rationalisme et ses recherches sur la modularité lui permettront d'accéder à un nouveau type de commande. En 1946, il devient membre du conseil général des Bâtiments de France et est nommé conseiller technique de l'Équipement scolaire et sportif pour le Loiret en 1947. En 1948, Pol Abraham met au point un prototype d'école à base d'éléments standards à Gigouzac, et qui sera retenu par le Ministère de l'Éducation nationale lors du concours de réalisation d'écoles primaires standardisées. Ce premier projet de bâtiment destiné à l'enseignement annonce ce qui va caractériser la fin de sa carrière qui verra se succéder d'importantes commandes groupées de l'État, en tant qu'architecte du ministère de l'Éducation nationale et architecte du cadre du ministère des Postes, Télégraphes et Téléphones (PTT).
En 1949, Pol Abraham dessine le plan de l'École nationale d'enseignement technique de Montluçon (aujourd'hui le lycée Paul-Constant), projet cher à Marx Dormoy. Il met au point un système de lanterneau en forme de pyramide qui diffuse un éclairage zénithal unique, ce qui compose un plafond lumineux uniforme. Il mettra de nouveau en œuvre ce système lors de la construction de la Cité nationale d'enseignement technique à Cachan (1951-1953). Entre 1955 et 1960, il réalise dix-huit groupes scolaires pour le département de Seine-et-Oise et pour lesquels il adopte un même modèle qu'il adapte en fonction du contexte.

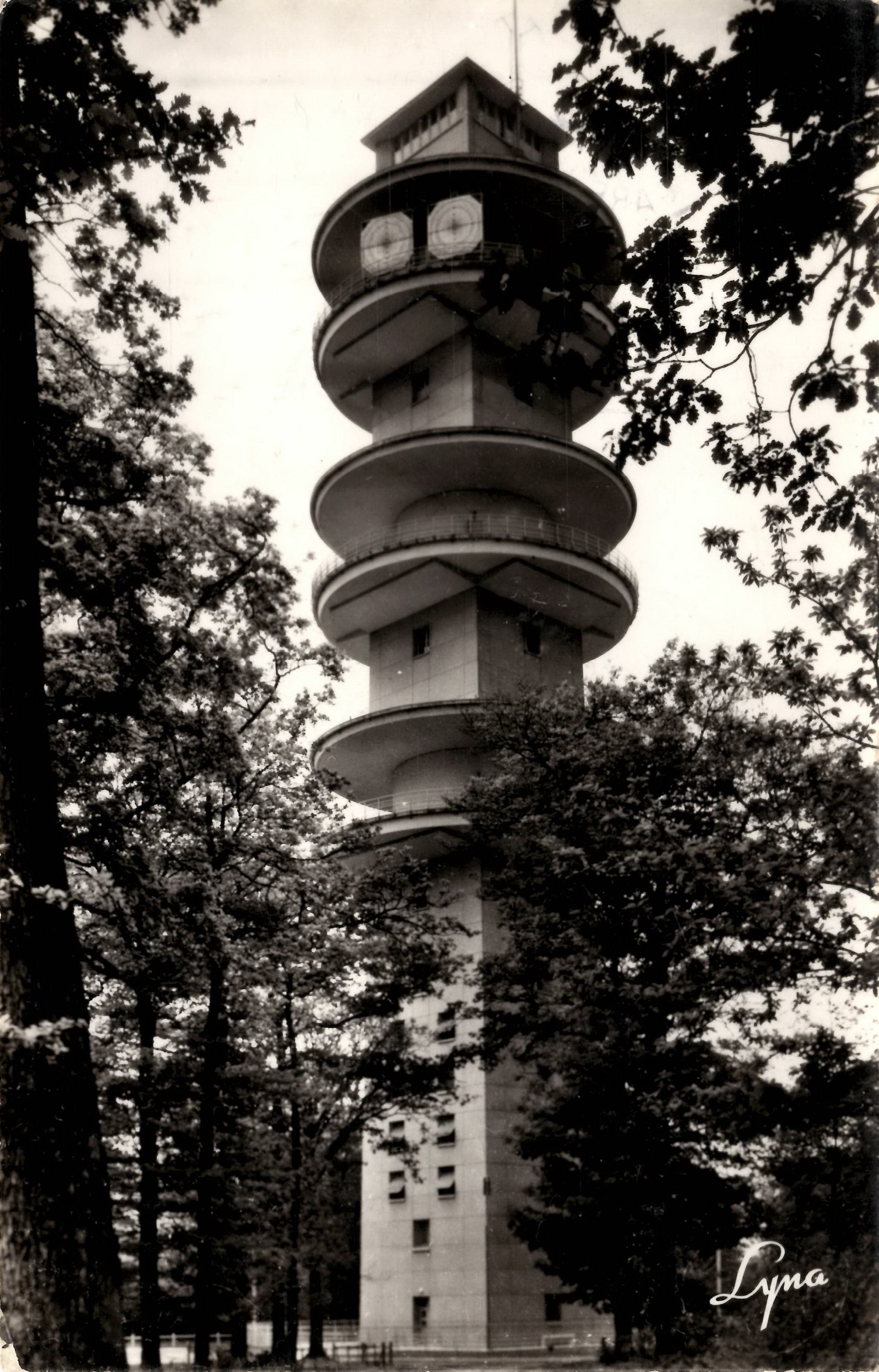
La tour hertzienne de Meudon, au Pavé des Gardes.

Enfin, Pol Abraham se distingue sûrement comme étant celui qui met au point, dans les années 1950, un tout nouveau programme architectural consacré à une technique de télécommunication mise au point pendant la Seconde Guerre mondiale, le faisceau hertzien. Le Ministère des Postes, Télégraphes et Téléphone (PTT) lui confie en 1950 la réalisation de la liaison stratégique entre Paris et Strasbourg, et l'établissement d'une série de tours hertziennes espacées d'une cinquantaine de kilomètres. Pour mettre au point ce prototype d'un genre nouveau, il travaille l'esquisse de la tour de Meudon mais hésite entre une modernité technologique évoquant tour à tour le phare, la tour de contrôle d'aérodrome et le monument classique. Il opte finalement pour une architecte simple et modulaire dont le prototype se plie dans ses applications, au contexte local. Il réalisera un total de onze tours hertziennes mais le prototype sera réutilisé par d'autres architectes du cadre des PTT et appliqué sur d'autres sites, notamment par Michel Roux-Spitz au sud de Paris.
Il accède au poste d'architecte en chef des bâtiments civils et palais nationaux en 1953, fonction qu'il occupe encore lorsqu'il meurt, 15 rue d'Aumale, Paris 9e, le 20 janvier 1966.

## Postérité et valorisation
Après le décès de Pol Abraham, ses archives sont récupérées puis déposées au Centre National d'Art Moderne par sa fille Martine Abraham, qui a suivi les pas de son père en devenant architecte. 
Une exposition consacrée à sa carrière est organisée par Frédéric Migayrou au Centre Pompidou entre le 5 mars 2008 et le 2 juin 2008. C'est à cette occasion que l'unique monographie de l'architecte est publiée.

## Réalisations principales

### Sanatoriums en Haute-Savoie (1930-1950)
Projets réalisés en collaboration avec Henry Jacques Le Même.
- Sanatorium du Roc-des-Fiz (1930-1932), aujourd'hui détruit
- Sanatorium «La Clairière» (1930-1933), converti en «centre de vacances Guébriant»[17]
- Sanatorium de Praz Coutant (1933-1936)
- Sanatorium Geoffroy-Martel-de-Janville (1933-1937 puis 1949-1950), centre médical  Inscrit MH (2008)

### Établissements d'enseignement (1936-1966)
Établissements d'enseignement réalisés en tant qu'architecte du ministère de l'Éducation nationale :
- École de Gigouzac[14],[15] (1948)
- Lycée de garçons d'Épinal (1950-1954)[18] (lycée Louis-Lapicque)
- École nationale d'enseignement technique de Montluçon (1951), aujourd'hui lycée Paul-Constant
- Centre d'apprentissage de Perpignan (1952)
- Collège technique mixte et Centre d'Apprentissage de Carcassonne (1952), aujourd'hui lycée d'enseignement technique Jules-Fil
- Centre d'apprentissage pour garçons à Pézenas (1953-1954), aujourd'hui lycée Charles-Alliès
- École nationale de commerce de Paris (1953-1955)
- Groupe scolaire de Brassac-les-Mines (1954), aujourd'hui lycée professionnel François-Rabelais
- Lycée de jeunes filles à Tarbes (1954-1955), aujourd'hui lycée Marie-Curie

Groupes scolaires en commandes groupées dans le département de Seine-et-Oise entre 1955 et 1960, en collaboration avec Bernard Kuentzler :
- Brunoy, Bièvres, Poissy, Étampes, Corbeil-Essonnes, Draveil et Noisy-le-Grand (1955-1956)
- Bezons, Ermont, Enghien-les-Bains, Montmorency, L'Isle-Adam, Pontoise et Conflans-Sainte-Honorine (1957-1958)
- Archères, Ermont et Corbeil-Essonnes (1958-1959)
- Draveil, Noisy-le-Grand et Corbeil-Essonnes (1959-1960)

Établissements d'enseignement réalisés en tant qu'architecte indépendant auprès des collectivités locales :
- Groupe scolaire Sérurier à Paris (1936-1937), 22 sente des Dorées, aujourd'hui lycée d'Alembert[19]
- Cité nationale d'enseignement technique à Cachan (1951-1953)
- Centre d'apprentissage de Mende (1956)
- Collège technique et Centre d'apprentissage d'Alès (1955-1960), aujourd'hui lycée Jean-Baptiste-Dumas
- Collège classique et technique de Marmande (1956)
- Centre d'apprentissage de Bédarieux (1956)
- École nationale de radiotechnique et d'électricité appliquée de Clichy (1956)
- Groupe scolaire des Yvris à Noisy-le-Grand (1963-1966), en collaboration avec Georges Jonchery

### Reconstruction du centre-ville d'Orléans (1942-1950)
En tant qu'architecte en chef de la reconstruction d'Orléans, Paul Abraham contribue directement à la réalisation de quatre îlots du centre ville (îlots 1, 2, 4 et 5), une centrale de chauffe, une pouponnière et des commerces, en collaboration avec Marcel Brun et Étienne Puget.

### Programmes du ministère des PTT (1946-1960)
- Tour hertzienne du bois de Molle à La Neuville-d'Aumont (1950)
- Tour hertzienne du Grand Ballon (1950)
- Hôtel des postes de Dourdan (1951)
- Tour hertzienne de Belleuse (1951)
- Tour hertzienne de La Herlière (1951)
- Tour hertzienne de Meudon[20] (1951)
- Tour hertzienne de Moulainville (1952)
- Tour hertzienne d'Amance (1952)
- Tour hertzienne de Saint-Hilaire-les-Andrésis (1952)
- Tour hertzienne de Perreuse (1953)
- Tour hertzienne de Bouvigny-Boyeffles (1953)
- Tour hertzienne du Mont Ventoux (1954)
- Hôtel des postes de Bagnolet (1956-1959), en collaboration avec Bernard Kuentzler
- Hôtel des postes de Montluçon (1958-1960), en collaboration avec Bernard Kuentzler

## Publications
- Pol Abraham, Viollet-le-Duc et le rationalisme médiéval, Paris, Vincent, Fréal & Cie, 1934, 118 p. (OCLC 2711286, BNF 31696825, présentation en ligne)
- Pol Abraham, L'Évolution des procédés traditionnels de construction dans la maçonnerie de bâtiment, Paris, 15 mai 1945, 12 p. (OCLC 458356042, BNF 31696823)
- Pol Abraham, Architecture préfabriquée, Paris, Dunod, coll. « Études de synthèse et de documentation, l'actualité technique », 1946, 1re éd., 140 p. (OCLC 458356037, BNF 31696821)

## Distinctions
Au titre de la Première Guerre mondiale, il reçoit la médaille militaire puis la croix de guerre avec palme. 
Il est nommé chevalier de la Légion d'honneur en 1933 et promu officier en 1953.
Il est officier des Arts et des Lettres.